# 刘金国
刘金国（1955年4月—），河北昌黎人，中国共产黨、中华人民共和国政治人物，副国级领导人。中共中央党校领导干部函授本科班经济管理专业毕业。是中共第十八届、十九届中央纪律检查委员会委员、常委、副书记，第十九届、二十届中央委员会委员。曾任公安部党委副书记、副部长、纪委书记、督察长（副总警监），中共河北省委常委、省政法委书记等职。现任中共中央书记处书记、中央纪律检查委员会副书记、国家监察委员会主任。

## 生平

### 早年经历
刘金国出生在河北省秦皇岛市昌黎县槐李庄乡小港村的一个普通农民家庭，在家里六个孩子中，排行老二。1974年，高中毕业之后，回村务农；曾并担任民兵连副连长。1975年加入中国共产党后，历任村党支部书记，公社党委副书记、书记。1983年9月，获推荐，进入中共河北省委党校进修。两年学习结束后，回到昌黎县，任刘台庄工委副书记，并由此步入仕途。

### 河北省
刘金国由基层党工干部做起，逐级升迁。曾历任中共河北省秦皇岛市昌黎县刘台庄工委副书记、书记，县委常委、组织部部长，县委副书记；中共秦皇岛市山海关区委员会副书记、区长；中共秦皇岛市委秘书长。
1992年5月，刘金国出任秦皇岛市公安局局长，开始在公安政法界任职。1994年11月，升任中共秦皇岛市委常委、副市长，兼公安局长；1995年8月，调任河北省公安厅副厅长；2002年1月，出任中共河北省委政法委书记；当年12月，升任中共河北省委常委、兼政法委书记，晋升副部级。在河北工作期间，刘金国获评全国公安系统一级英雄模范、河北省优秀人民公仆、优秀共产党员、廉政公仆等荣誉称号。

### 公安部
2005年3月，50岁的刘金国调中央工作，担任中华人民共和国公安部副部长、党委委员，主管经济犯罪调查；并在2005年4月21日，被授予副总警监警衔。没有政治背景和靠山的刘金国，在公安部受到周永康的排挤；2009年8月起，转而兼任公安部纪委书记、督察长。2008年汶川大地震发生后，刘金国是公安部的前线总指挥，负责调集、指挥全国2万多名公安专业救援力量。2010年大连新港溢油事故发生后，刘又奉命负责现场指挥救援工作，并因其突出表现被国务院记个人一等功，并被中国中央电视台评为“2011年度感动中国人物”。2012年10月，在中共十八大上，当选中纪委委员。
在李东生因涉贪腐问题下台后，2014年1月，58岁的刘金国出任公安部分管日常工作的副部长（正部长级）、党委副书记，兼中央防范和处理邪教问题领导小组副组长、办公室主任，成为时任公安部部长郭声琨的副手；还继续兼任公安部纪委书记、督察长。

### 中央纪检委
在当年10月召开的第十八届中国共产党中央纪律检查委员会第四次全体会议上，被增选为中纪委常委、副书记。2017年10月，当选第十九届中共中央委员会委员。
2022年10月23日，67岁的刘金国在中共二十届一中全会上当选中共中央书记处书记，晋升副国级，成为党和国家领导人，并升任中央纪委排名第一的副书记。2023年3月，刘金国在十四届全国人大一次会议上接替杨晓渡当选国家监察委员会主任，成为纪检系统内仅次于中央纪委书记李希的二号人物。

## 事迹
在刘金国调任公安部副部长之前一直在河北省任职。据媒体报道，拥有农转非审批权的刘金国，没有帮助过一个亲属；其老伴在退休前仍然是个临时工。记者问道，有人说刘金国是在装，刘金国回答说：“如果说我能装，那么我们共产党人都能装，装到死，不就是真的了么？”